# Nachricht aus dem Niemandsland
Nachricht aus dem Niemandsland (englischer Originaltitel Postcards from No Man's Land) ist ein Jugendroman des britischen Schriftstellers Aidan Chambers, der im Jahr 1999 beim Londoner Verlag Bodley Head veröffentlicht wurde. Die deutsche Erstausgabe in der Übersetzung von Cornelia Holfelder-von der Tann erschien 2001 beim Ravensburger Buchverlag.

## Inhalt
Das Buch besteht aus zwei Erzählungen: Die erste handelt von dem 17-jährigen Engländer Jacob Todd alias Jack, der in den Niederlanden den Weg seines Großvaters als Soldat im Zweiten Weltkrieg nachzuvollziehen versucht. Dort will er sich mit Geertrui treffen, die seinen Großvater vor 50 Jahren nach einer Kriegsverletzung gepflegt hatte. Während seines Aufenthalts in Amsterdam und Haarlem trifft Jack auf diverse schillernde Figuren wie den homosexuellen Ton, die hilfsbereite ältere Dame Alma, Geertruis bisexuellen Enkel Daan oder die hübsche Hille. Die zweite Erzählung schildert Geertruis Erlebnisse am Ende des Zweiten Weltkriegs, als die Alliierten in Holland landen und sie Jacobs Großvater kennen lernt, der ebenfalls Jacob heißt. Dieser ist 1944 ein junger englischer Soldat, dessen Frau in der Heimat ein Kind erwartet. Jacob wird bei einer Kampfhandlung schwer verletzt und Geertrui kümmert sich um seine Pflege. Dabei kommen sich die beiden nahe und verlieben sich ineinander. Als Jacob nach längerer Zeit genesen scheint, stirbt er überraschend an einem Herzinfarkt. Geertrui ist zu diesem Zeitpunkt bereits schwanger. Der Bauerssohn Dirk Wesseling heiratet Geertrui und sichert ihr dadurch ihre Zukunft. Am Ende des Buchs laufen die beiden Geschichten zusammen: Geertrui ist schwerkrank und beschließt, ihr Leben mittels Euthanasie zu beenden. Zuvor trifft sie sich noch mit dem jungen Jacob und übergibt ihm ihre Aufzeichnungen rund um seinen Großvater.

## Rezeption
Sarah Drinkwater schreibt in ihrer Rezension: „Zentrales Thema ist die Schwierigkeit, ein Individuum zu sein in einer Gesellschaft, die Konformität fordert. Chambers weigert sich, dem Leser einfache Lösungen vorzusetzen. Geertruis tödliche Krankheit wird ohne Rührseligkeit geschildert. Jakob akzeptiert seine Bisexualität, wie er auch akzeptiert, dass seine Erinnerungen an den Großvater sich deutlich von jenen Geertruis unterscheiden. Große, komplexe Themen wie Bisexualität, Ehebruch, Euthanasie dienen nicht dazu, moralische Lektionen zu erteilen, sondern um zu zeigen, welche Entscheidungen Menschen im Leben fällen. Geertruis Entdeckungsreisen sind intellektuell anspruchsvoll, reich an Emotionen und wunderbar geschrieben. Nachricht aus dem Niemandsland ist ein gehaltvolles Buch.“ Das School Library Journal schreibt über Chambers Roman: „Die Protagonisten dieser Coming-of-Age-Geschichten stehen vor realen Entscheidungen in Bezug auf Liebe, Sexualität und Freundschaft, die die Jugendlichen über Zeit und Generationen hinweg miteinander verbinden und zu einem ebenso überzeugenden wie fesselnden und zum Nachdenken anregenden Ergebnis führen.“

## Auszeichnungen
1999 wurde Nachricht aus dem Niemandsland mit einer Carnegie Medal ausgezeichnet. 2003 erhielt der Roman den Michael L. Printz Award.

## Referenzen
Nachricht aus dem Niemandsland ist in dem literarischen Nachschlagewerk 1001 Kinder- und Jugendbücher – Lies uns, bevor Du erwachsen bist! für die Altersstufe 12+ Jahre enthalten.

## Ausgaben
- Postcards from No Man's Land. Bodley Head, London 1999 (englisch).
- Nachricht aus dem Niemandsland. Ravensburger Buchverlag.